# SMS Salamander (1861)
O SMS Salamander foi um navio ironclad operado pela Marinha Austríaca e depois pela Marinha Austro-Húngara, a segunda e última embarcação da Classe Drache depois do SMS Drache. Sua construção começou em fevereiro de 1861 nos estaleiros da Stabilimento Tecnico Triestino em Trieste e foi lançado ao mar em agosto do mesmo ano, sendo comissionado na frota em maio de 1862. Era armado com uma bateria de 28 canhões de diferentes tamanhos, tinha um deslocamento carregado de mais de três mil toneladas e alcançava uma velocidade máxima de dez nós.
O Salamander permaneceu no Mar Adriático durante a Guerra dos Ducados do Elba em 1864 para proteger o litoral austríaco, assim nunca entrou em combate. Dois anos depois participou da Guerra Austro-Prussiana contra a Itália, estando presente em julho na Batalha de Lissa. Nesta, enfrentou a vanguarda da linha de batalha italiana. A embarcação foi modernizada logo após a guerra, porém pouco fez pelo restante de sua carreira. Foi tirado de serviço em março de 1883, despojado e usado como depósito flutuante para minas navais até ser desmontado entre 1895 e 1896.

## Características
O Drache tinha 70,1 metros de comprimento de fora a fora, boca de 13,94 metros e calado de 6,8 metros. Tinha um deslocamento normal de 2 869 toneladas e um deslocamento carregado de 3 160 toneladas. Seu sistema de propulsão era composto por quatro caldeiras a carvão que alimentavam um motor a vapor horizontal com dois cilindros, que por sua vez girava uma hélice. Este sistema tinha uma potência indicada de 2 095 cavalos-vapor (1 540 quilowatts) para uma velocidade máxima de 10,5 nós (19,4 quilômetros por hora). O navio também foi equipado três mastros de vela de barca para viagens de longa-distância. Sua tripulação era composta por 346 oficiais e marinheiros.
O armamento consistia em dez canhões de alma lisa de 48 libras e dezoito canhões antecarga de 24 libras montados no casco em um tradicional arranjo de bateria lateral como nos antigos navios de linha. Além disso, também levava dois canhões de desembarque, um de oito libras e outro de quatro libras. Foi equipado com um rostro na sua proa. O navio era protegido por um cinturão principal de blindagem feito de ferro forjado com 115 milímetros de espessura.

## História

### Início de serviço
O batimento de quilha do Salamander ocorreu em fevereiro de 1861 nos estaleiros da Stabilimento Tecnico Triestino em Trieste, foi lançado ao mar em 22 de agosto do mesmo ano e finalizado em maio do ano seguinte. O navio e seu irmão SMS Drache permaneceram no Mar Adriático durante a Guerra dos Ducados do Elba para proteger o litoral austríaco. A Itália declarou guerra contra a Áustria em 1866, iniciando a Terceira Guerra de Independência Italiana, parte da Guerra Austro-Prussiana. O contra-almirante Wilhelm von Tegetthoff, o comandante da frota austríaca, começou imediatamente a mobilizar seus navios. Eles começaram a receber tripulações completas e realizar exercícios de treinamento em Fasana. Tegetthoff levou a frota austríaca para Ancona em 27 de junho em uma tentativa de atrair os italianos para uma batalha, mas o almirante Carlo Pellion di Persano, comandante italiano, não saiu em surtida, pois estava reabastecendo seus navios depois de uma viagem de Tarento. Tegetthoff fez outra surtida em 6 de julho, mas novamente os italianos não tentaram interceptá-lo.

### Batalha de Lissa
Persano deixou Ancona em 16 de julho com a frota italiana e seguiu para a ilha de Lissa, onde chegou dois dias depois. Junto estavam navios de transporte de tropas com três mil soldados. Os italianos passaram os dois dias seguintes bombardeando as defesas austríacas na ilha e tentaram forçar um desembarque fracassado. Tegetthoff recebeu vários telegramas entre 17 e 19 de julho notificando-o do ataque italiano, que ele inicialmente achou que era uma distração a fim de afastar a frota austríaca de suas principais bases em Pola e Veneza. Entretanto, Tegetthoff se convenceu na manhã do dia 19 que Lissa era de fato o objetivo italiano, assim pediu permissão para atacar. Os austríacos aproximaram-se de Lissa na manhã de 20 de julho, com a frota italiana estando arrumada para uma nova tentativa de desembarque. Estes estavam divididos em três grupos, com apenas os dois primeiros conseguindo se concentrar em tempo para enfrentar o inimigo. Tegetthoff arrumou seus ironclads em formação de cunha, com o Salamander no flanco esquerdo.
Persano, enquanto colocava seus navios em formação, transferiu sua capitânia do ironclad Re d'Italia para o Affondatore. Isto criou um buraco na linha italiana e Tegetthoff aproveitou a oportunidade para dividir a frota italiana e criar um melê. Ele passou pelo buraco, mas não conseguiu abalroar navio algum, assim foi forçado a dar a volta e tentar de novo. O Salamander, junto com os ironclads SMS Kaiser Max e SMS Habsburg, atacaram a divisão na vanguarda italiana, composta pelos ironclads Principe di Carignano, Castelfidardo e Ancona. No resultante confronto à curta-distância, o Salamander tentou abalroar um ironclad italiano, mas sem sucesso.
O Re d'Italia e o navio de defesa de costa Palestro foram afundados durante a batalha. Persano encerrou o confronto e se recusou montar um contra-ataque com suas forças desmoralizadas, mesmo ainda mantendo uma superioridade numérica. Além disso, seus navios estavam com pouco carvão e munições. Os italianos recuaram e foram acompanhados pelos austríacos, mas Tegetthoff manteve certa distância para não colocar seu sucesso em risco. A batalha terminou por completo com o cair da noite, com os italianos seguindo para Ancona e os austríacos para Pola. O Salamander foi atingido por 35 projéteis no decorrer da batalha, mas não foi seriamente danificado.

### Resto de carreira
Tegetthoff, depois de voltar para Pola, manteve a frota no norte do Mar Adriático em patrulhas contra um possível ataque italiano. Isto nunca ocorreu e os dois países assinaram em 12 de agosto o Armistício de Cormons, encerrando as hostilidades e levando ao Tratado de Viena. Apesar da Áustria ter derrotado a Itália em Lissa e na Batalha de Custoza em terra, o Exército Austríaco foi derrotado decisivamente pela Prússia na Batalha de Königgrätz. Isto levou ao Compromisso de 1867 e o estabelecimento da Áustria-Hungria, que foi forçada a ceder Lombardo-Vêneto para a Itália. As duas metades da monarquia dual tinham poder de veto sobre a outra, com o desinteresse húngaro em uma expansão naval levando a orçamentos seriamente reduzidos para a frota. A maior parte da frota austríaca foi descomissionada e desarmada imediatamente depois do fim da guerra.
Um modesto programa de modernização começou depois da guerra. O orçamento de 1867 deu dinheiro para a modernização do Salamander e Drache, pois eram os ironclads mais antigos da frota. O navio foi reformado e rearmado entre 1867 e 1868 com dez canhões de 178 milímetros e dois canhões de 51 milímetros. Foi designado em 1869 para uma esquadra enviada para patrulhar o Levante sob o comando do contra-almirante Friedrich von Pöck. A formação também tinha o ironclad SMS Erzherzog Ferdinand Max, a corveta SMS Helgoland, as canhoneiras SMS Streiter, SMS Reka e SMS Hum e a escuna SMS Kerka. O Salamander e o Erzherzog Ferdinand Max passaram pela ilha de Rodes no início de setembro, parando em Esmirna no dia 12 para que o primeiro tivesse suas caldeiras consertadas. O Helgoland se juntou aos dois no final do mês trazendo correio.
O Salamander pouco fez pelos anos seguintes e foi transformado em 1875 em um navio de guarda estacionário. Seu casco de madeira tinha se deteriorado a tal ponto em 1883 que não tinha mais capacidade de navegar, também estando infestado de baratas e consequentemente quase inabitável. Foi removido do registro naval em 18 de março de 1883, despojado e convertido em um depósito de minas navais. Serviu nesta função por mais de uma década até ser desmontado entre 1895 e 1896.